# Stephostethus alternans
Stephostethus alternans är en skalbaggsart som först beskrevs av Mannerheim 1844.  Stephostethus alternans ingår i släktet Stephostethus, och familjen mögelbaggar. Enligt den svenska rödlistan är arten nära hotad i Sverige. Arten förekommer i Götaland, Öland och Svealand. Artens livsmiljö är skogslandskap, jordbrukslandskap.